# San Salvador (Bahamas)
San Salvador ist eine Insel und ein Distrikt am Nordost-Rand der Bahamas. Die Insel hat mit einer Fläche von 94,9 km² eine 11,2 km lange Ost-West- und eine 19,25 km lange Nord-Süd-Ausdehnung. Sie ist mit Ausnahme der Gegend um Cockburn Town im Westen von mehreren Korallenriffen umgeben, sodass für Schiffe nur hier ein Zugang existiert.

## Geschichte und Namensgebung
Um 1680 benannte der englische Pirat John Watling (oder George Watling) die Insel nach sich, und der Name Watling Island bestand bis 1925. In diesem Jahr beschloss das House of Assembly, das Parlament der Bahamas, die Insel wieder in San Salvador (span. für „Heiliger Erlöser“) umzubenennen und ihr damit die Bezeichnung zurückzugeben, die Christoph Kolumbus für die Insel gewählt hatte. Für die Rückbenennung ausschlaggebend waren die Forschungen des Benediktinerpaters Chrysostom Schreiner OSB, der Indizien dafür zusammengestellt hatte, dass San Salvador beziehungsweise Watling Island die Insel Guanahani sei, auf der Kolumbus bei der Entdeckung Amerikas erstmals die Neue Welt betrat. Bis Anfang des 19. Jahrhunderts war mit San Salvador die heute als Cat Island bekannte Insel bezeichnet worden.
Die Rückbenennung in San Salvador half mit, die seit der Abschaffung der Sklaverei im Jahre 1834 am Boden liegende Wirtschaft der Insel durch den Tourismus wieder in Schwung zu bringen.
Im Jahr 2010 lebten auf San Salvador rund 900 Menschen, davon der überwiegende Teil in Cockburn Town, dem Sitz der Kommunalverwaltung.

## Sehenswürdigkeiten
- Watlings Castle – Ruinen einer Plantage, die möglicherweise dem Piraten Watling gehörte
- Dixon Hill Lighthouse – 1887 gebauter Petroleumleuchtturm
- Farquharson Plantation – die größte und am besten erhaltene Plantagenruine aus der Zeit der Sklaverei